# 浩瀚之錫
浩瀚之錫，為第二屆台灣角川輕小說暨插畫大賞輕小說組金賞作品。作者逸清，插畫為ky，是部少年向科幻輕小說，然而作者在個人的微博中表示：「浩瀚之錫其實是一部以愛情為主的小說。」小说已完结

## 世界觀
本書的世界觀龐大，故事本身是發生跟現實世界相像的世界，時間設定在世紀核子大戰後數百年的時空。

核子大戰後，都市和森林都被燒光，大地被帶有毒灰的黑雲所覆蓋。陽光透不過雲層，地上是黑暗又冷的地方。
毒灰落在土壤和海洋，動物和植物都被污染。地上惡獸橫行，全都是能適應惡劣環境又擁有強大獵食能力的肉食動物。
而人類的後代亦因核子污染而多半變成畸形兒，也就是畸人。
世界上超越人類能力存在的「十二聖」在天空創建了天都。

## 人物

### 主要角色
浩瀚錫／浩錫
本作主角，是畸人種族中的「沼畸人」，擁有天生的抗毒能力。因受天都軍徵招而成為「機異獸」的駕駛。故事一開始，以為自己是受正常的徵招入伍，但在第一卷中段因能力覺醒恢復記憶後，才赫然發現天都軍正是毀滅故鄉的仇人。之後與鬼聖－伊底斯戰鬥時，受到「原罪」的控制，親手殺死自己所有的隊友（包括自己的二哥浩銀與青梅竹馬蓮兒）。從此精神崩潰，分裂成「原我」（聽命於十二聖，毫無感情的殺手）、「自我」（躲藏于美好的幻想中）、「超我」（以二哥的形象，審視原我的罪孽與自我的無能）。
在十三到十七歲這四年間，多次奉命刺殺其他發現真相的畸人，也因此得以看見最深處的真相。同時為了保全控制權，十二聖曾多次對他進行洗腦，使得腦部重創。在第一卷末再次登場時，受天聖之命成為聖院幻騎團第十三號騎兵。此時已經需要用上三條電子項圈來下令才會有所反應。（也有拘束的意味）
由於菲妮克斯希望他能發揮全力，以超磁能源斬斷兩條項圈，「超我」終於得以與逃避現實的「自我」溝通，最後三個「我」合為一體，成為完整的「浩瀚錫」。
- 三角畸龍 — 機異獸。
- 暴翼龍 — 又名『小乖乖』，集了各種恐龍特點的變種恐龍形機異獸。

菲妮克絲
第一卷第三章初登場，為本作的女主角，其名來自於北歐神話中的不死鳥「Phoneix」。是人造的畸人「天畸人」。
天都軍聖議院直屬武力「聖院幻騎團」的團長，也是有史以來最年輕的團長（17歲）。由於戰鬥時纏繞於身上的白色超磁能源及從不留情的風格，獲得了「死之白」的別名。
在幼年軍校就讀時，被譽為百年一見的天才學生。父母也相當自豪。可惜不久之後，有著先天視力缺陷的弟弟愛倫出生，導致父母互相指責彼此擁有劣等基因，才會生下有先天缺陷的孩子，最後甚至離婚。之後菲妮克絲便一肩扛起照顧弟弟的責任。雪上加霜的是，在愛倫八歲那年，天都頒布了新的優生法條—「為了保持天人的優良血統，任何基因上有著缺陷的孩子都必須安樂死，或著離開天都，流放到汙染的大地上。」
為了保住弟弟的性命，菲妮克絲拼命尋找管道，最後被軍聖約見。並同意成為實驗兵器作為交換。三年的改造，讓菲妮克絲的身體承受了超乎想像的折磨，雖然她一直以對愛倫的思念撐住，但在經過最後一場手術—「超磁體」的植入之後，她還是絕望了。（超磁體可以讓菲妮克絲與超磁引擎合而為一，也同時象徵著她變成徹徹底底的人型兵器。）所幸，此時愛倫在軍聖的帶領下和她會面，讓她重新燃起希望。兩人約定好要在天都再次會面後，菲妮克絲成為團長前往戰場。
在戰場上的菲妮克斯有一個習慣:她會在無人的靜地，拿出愛倫送她的項鍊祈禱，希望自己不要因為一時的憐憫而忘了約定。
在第一卷末，奉命率領幻騎團與聖殛三號驅逐艦從密道襲擊喜馬拉雅山脈中的「獸聖遊擊隊」總部，在激戰時受到恢復自我的浩瀚錫以「共鳴果實」能力強行中止戰局。之後受獸聖邀請，與浩瀚錫、畸人女孩小靛、遊擊隊長迫風等人會見獸聖。
在會談中，意外發現浩瀚錫與獸聖認識。同時自獸聖得知有關天都與獸聖遊擊隊戰鬥的真相，最後更被告知有關自己的一切過去不過是精神控制下的假象，失去求生意志，被獸聖封印意志，陷入瀕死狀態。
- 鉑星 — 獵鷹形態的裝甲型機異獸。

### 地球

#### 過去登場人物
浩銀
17歲（初登場時）。浩錫的二哥，在狗窩受訓時，由於神準的狙擊技巧、藝術般的戰術加上不留活口的風格，被冠上「冷血魔王」的封號。
擁有超乎常規的智慧和技術，曾經在精神、肉體同時受到雙重監視的情況下，潛入狗窩教官宿舍，並以精神控制項圈控制對方說出情報。
在第一卷中期的狗窩受訓生大決戰中，靠從教官身上偷來的身份卡開啟水壩，利用洪水一舉將敵人擊潰，使沼丁小隊獲勝。之後，在授勳儀式上，因為伊底斯如同預料般違約（「我是說一個，但不是一個小隊，是一個人！」），以言語挑釁，以「傷到一根頭髮就行」為條件，展開第二輪戰鬥。在戰鬥開始前，叮囑浩錫如果贏不了就自殺，不要讓能力落入十二聖手中。
- 風弒鴉 — 機異獸。

蓮兒
11歲（初登場時）。浩家養女，浩錫浩銀的養妹妹。天生雙腳畸腳，
畸人戰技生，沼丁小隊成員。
- 電水母 — 機異獸。

複耳
畸人戰技生，沼丁小隊成員。沼畸人。天生有四隻耳朵。
- 多眼蛛 — 機異獸。

米熊
12歲（初登場時）。畸人戰技生，沼丁小隊成員。沼畸人及山畸人的混血兒。
- 重砲熊 — 機異獸。

浩奴
沼崎村村長。浩家兄弟的父親。
水藍
浩奴的妻子。
浩金
浩家長子，浩錫浩銀的哥哥。在多年前離開家園，殤獸游擊隊成員。
炎漢
火畸人。殤獸游擊隊的特攻隊長。
伊底斯．法伊克索斯
琳斯上尉
沼丁小隊的訓練官。
爭峰
畸人戰技生，山乙小隊隊長。
濤女
畸人戰技生，海甲小隊隊長。機異獸為磺爆鳥。
克岩
畸人戰技生，土乙小隊隊長。

#### 十二聖
天聖－瀚異
十二聖之首，外貌是有著異色瞳（左紅右金）的金髮小男孩。能力強大，可以輕易擊敗其他十二聖。
鬼聖－伊底斯．法伊克索斯
十二聖之一，與天聖－瀚異最為親暱，天都軍階為上校，第一卷初以「狗窩」所長（當時軍階為中校）及總訓練官的身分登場。
在浩瀚錫等人還小時以少校的身分帶領著天都軍殲滅了「獸殤游擊隊」的總部及在沼畸村裡的炎漢等人（同為獸殤游擊隊的特攻隊長）；發覺到浩瀚錫等人的能力後帶他們到「狗窩」，並成立「沼丁小隊」。
在小隊爭奪戰中，坐乘磁升機在戰場上空(故事背景為台北盆地)丟下「爆毒燃劑」燒了還在毒海中的五支小隊。到了後面選擇留下浩瀚錫並控制他殺了其餘沼丁小隊隊員（小隊爭奪戰最後一戰，底比斯在影像中對眾小隊說明最後加入天都軍的數字時比出「一」的數字，眾小隊以為是一支小隊，實際上是一個人）。
在天都軍裡的地位幾乎無法無天，就算是天都軍創辦人兼最高參謀長「軍聖」也不曾對他下達命令過。
母聖－雅芙
十二聖之一，在思亞星中為「燦教」創辦人兼最高統領者，與思亞星上「百酋」的關係有好有壞。
一百年前，與「反聖」肖恩來到思亞星，並以懷柔方式讓眾多類人投靠她，並尊她為神。
瀚異粒子是綠色。
反聖－格羅佛．肖恩
十二聖之一，第二卷登場，是「次元巨獸」埃提姆的駁獸印擁有者兼同伴。
在海鬼村裡被村民們及浩瀚錫和菲尼克絲稱為「沒用的」、「沒用大叔」。
身體部分剩下四分之一，粒子能力也不能如往（主要原因是遭到天聖擊破粒子循環機制）
瀚異粒子是灰色。
時聖－亞伯拉罕
十二聖之一，第二卷登場，擁有掌控時空論的能力。
軍聖－賽恩穆特
十二聖之一，第一卷中後段登場，天都軍創辦人兼最高指揮官，擁有控制任何軍火的能力，至今仍下落不明。
與獸聖－克利提歐合作，進行一場天都軍與畸人游擊隊交鋒的戰爭，使『交錯之刻』成功。
在空中要塞—『天之雷』告訴了菲妮克絲所有真相，並用『原罪』命令菲妮克絲跪地在他旁邊，但第二次要命令菲妮克絲時，菲妮克絲戳破耳膜，並在『天之雷』上控制所有副砲向菲妮克絲攻擊，但最後不敵菲妮克絲的『增幅能力』，在主砲『驚雷』前被砲打敗。
獸聖－克利提歐
外表十三、四歲的白髮碧眼少年。
命聖－薩琳娜
心聖－蘭姬
外表十七歲的黑髮女子。瀚異粒子是粉紅色。
星聖－潔雅妮
機聖－力爾
瀚異粒子是鐵色。
- 駝蛇
- 甕蟲
- 螫妃

魔聖－佩蘿達
十二聖中的『禁忌』。瀚異粒子是彩色。
- 貝露
- 瑪門
- 蒙帝斯

#### 天都軍
奧娜
聖幻騎士團副團長，二號騎兵。人稱『紅刃』。
巴羅
聖幻騎士團三號騎兵。人稱『黑鐮』。
亞力士
聖殛三號的艦長
班奈特
聖殛二號的艦長。

魅影
琳斯
魅影的副官。

#### 獸聖基地
小靛
沼崎人孤兒。
烽火
游擊隊火總隊長。
- 司芬克斯 — 神話獸。

迫風
游擊隊風總隊長。
- 克魯貝洛斯 — 神話獸。三頭巨狼。

艾奇德娜
變異母獸。
銨水、傲土
游擊隊水、土總隊長。

### 思亞星

#### 海鬼島
芬鷹
鷹人類人。童軍小隊隊長。
多多牙
鯊魚類人。童軍小隊隊員。
克里豬
野豬類人。童軍小隊隊員。
大蛋
蛋人類人。童軍小隊隊員。
海裂牙
村長。多多牙的父親。過去是深海魚都的海酋隊大隊長。
璁鷹
副村長。芬鷹的母親。過去是鷹人貴族的女子，從小習武，但熱愛發明。
鷦鷹
芬鷹的父親。
麗牙
多多牙的母親。
富里豬
克里豬的父親。

#### 花之璨園
雅鍶
13歲，璨園公主。
艾蕊娜司教
第一司教。綠菊花族類人。
翠朵
第二司教。
千芯
待衛隊長。
墨蔓

#### 其他
海之酋
海慄牙
海裂牙的弟弟，現海酋隊隊長。
堆克特
土人男孩。

## 小說
| 標題      | 出版日（台／港） | ISBN（台／港）     | 出版日（陆）  | ISBN（陆）             |
| --------- | ---------------- | ------------------ | ------------- | ---------------------- |
| 浩瀚之錫1 | 2010年7月16日    | ISBN 9789862377246 | 2011年3月10日 | ISBN 9787535642974     |
| 浩瀚之錫2 | 2011年3月31日    | ISBN 9789862379738 | 2011年10月5日 | ISBN 9787535647627     |
| 浩瀚之錫3 | 2012年8月10日    | ISBN 9789862875940 | 2013年6月20日 | ISBN 978-7-5356-6235-4 |
| 浩瀚之錫4 | 2012年9月28日    | ISBN 9789862877937 |               |                        |
| 浩瀚之錫5 | 2014年6月20日    | ISBN 9789863259886 |               |                        |
| 浩瀚之錫6 | 2017年9月25日    | ISBN 9789864738625 |               |                        |

### 尚未收錄單行本作品
- 前傳·蓮華（刊載於《天漫》2010年9-10月號、FORCE原力誌2013年2-3月號）

## 相關連結
- 作者部落格:逸清的創作園地
- 作者逸清噗浪 （页面存档备份，存于）
- 台灣角川浩瀚之錫網頁 （页面存档备份，存于）